# SV Großpostwitz-Kirschau
Der SV Großpostwitz-Kirschau e.V. ist ein Sportverein, der seinen Sitz in der südostsächsischen Gemeinde Großpostwitz hat. Als Spielstätten nutzt er sowohl das Sportforum Kirschau mit Rasenplatz und Flutlicht und Platz für 3000 Zuschauer als auch das Spreetalstadion in Großpostwitz. Als Sportarten werden Fußball, Schach und Gymnastik betrieben. Die beteiligten Orte Großpostwitz und Kirschau liegen etwa fünf Kilometer voneinander getrennt und haben 3000 bzw. 2400 Einwohner.

## Vereinsgeschichte
Der Sportverein Großpostwitz-Kirschau wurde am 14. April 2003 durch den Zusammenschluss der bisherigen Sportvereine SG Ontex Großpostwitz und VfR Kirschau gegründet. Diese beiden Vereine hatte ihre Vorgänger in der DDR-Zeit mit den Betriebssportgemeinschaften Fortschritt Großpostwitz und Fortschritt Kirschau. Deren Trägerbetriebe waren die Leinenfabrik in Großpostwitz und das Getriebewerk in Kirschau. Beide Betriebssportgemeinschaften unterhielten neben Fußball weitere Sportsektionen. Am erfolgreichsten waren die Kirschauer Bogenschützen, die zwischen 1959 und 1966 mehrere DDR-Meistertitel im Bogenschießen erkämpften. 1990 verloren beide Betriebssportgemeinschaften die Unterstützung ihrer Trägerbetriebe aufgrund der wirtschaftlichen Veränderungen, die durch die politische Wende von 1989 ausgelöst worden waren. In Großpostwitz gründeten Mitglieder der BSG die Sportgemeinschaft Großpostwitz, in Kirschau wandelte sich die BSG Fortschritt in den Sportverein Kirschau. Beide Vereine führten im Wesentlichen die bisherigen Sportfelder ihrer Vorgänger weiter. Die SG Großpostwitz übernahm später den Namen ihres Hauptsponsors Ontex, der die frühere Leinenfabrik übernommen hatte. Im Jahr 2000 trat die Fußballabteilung aus dem SV Kirschau aus und bildete mit dem VfR Kirschau einen eigenen Verein. Dieser bestand jedoch nur drei Jahre, bis er 2003 mit der SG Ontex Großpostwitz zum SV Großpostwitz-Kirschau fusionierte.

## Entwicklung des Fußballsports
Zu Zeiten der Betriebssportgemeinschaften spielte Großpostwitz im Fußball nur eine untergeordnete Rolle, die Fußballmannschaft der Leinenfabrik kam über das Kreisklassenniveau nicht hinaus. In der letzten Saison des DDR-Fußballs in Sachsen 1989/90 beendete die BSG Fortschritt Großpostwitz in der 2. Kreisklasse. Die 1. Fußballmannschaft der BSG Fortschritt Kirschau stieg 1971 in die drittklassige Bezirksliga Dresden auf, konnte sich dort aber zunächst nur für zwei Jahre halten. 1977 gelang die Rückkehr in die Drittklassigkeit, und es gelang den Getriebewerkern, die Klasse bis zum DDR-Fußball-Ende zu halten. In den Spielzeiten 1978/79 und 1979/80 wurde mit jeweils Platz 5 das beste Resultat erreicht.
1985 gewann die BSG Fortschritt Kirschau den Fußballpokal des Bezirks Dresden durch einen 2:1-Sieg über den Bezirksligakonkurrenten BSG Chemie Radebeul. Damit hatten sich die Kirschauer für den DDR-weiten FDGB-Fußballpokalwettbewerb 1985/86 qualifiziert. Gegner in der ersten Pokalrunde war Zweitligist Aktivist Schwarze Pumpe. Mit einer 1:2-Heimniederlage schied Kirschau bereits nach seinem ersten Auftritt wieder aus.
Im DFB-Spielbetrieb ab 1990 verlief die Entwicklung der Vereine aus Großpostwitz und Kirschau im umgekehrten Verhältnis zur DDR-Zeit. Der SV Kirschau begann in der Bezirksliga des Dresdner Fußballverbandes, stieg aber schon 1992 in die Bezirksklasse ab. Seinen Tiefpunkt erlebte der Verein im Jahr 2000 mit dem Abstieg aus der Kreisliga Bautzen. Dem VfR Kirschau gelang es, sich zwischen 2001 und 2003 wieder in der Kreisliga Bautzen zu behaupten, stieg aber danach wieder in die damals 9. Liga 1. Kreisklasse Bautzen ab.
Die SG Großpostwitz stieg 1998 in die Bezirksklasse Dresden auf. 2001 wurde sie sogar Staffelsieger, verzichtete aber aus wirtschaftlichen Gründen auf den Aufstieg in die Bezirksliga. Ihre letzte Saison 2003/04 beendete die SG Ontex Großpostwitz auf Platz 12 der Bezirksklasse.
Der neue Sportverein Großpostwitz-Kirschau übernahm 2004/05 den Platz der SG Ontex in der Bezirksklasse Dresden und erreichte Platz 9. Ein Jahr später trug die Fusion bereits Früchte, der SV wurde Staffelsieger und nahm diesmal sein Aufstiegsrecht wahr. Nach einem einjährigen Rückfall in die Bezirksklasse 2008/09 spielt der SV Großpostwitz-Kirschau seit 2009 wieder in der Bezirksliga Dresden, der 7. Spielklasse.